# Alvan Adams
Alvan Leigh Adams, mais conhecido como Alvan Adams (Lawrence, 19 de julho de 1954), é um ex-jogador profissional de basquetebol norte americano. Atuou toda a sua carreira profissional no Phoenix Suns.